# Rayna Foss-Rose
Rayna Foss-Rose (nacida el 26 de agosto de 1970 en Atlanta, Georgia) fue la bajista original de la banda californiana Coal Chamber.

## Biografía
Comenzó a tocar el bajo en la fiesta de un amigo. Su compañero de cuarto se había mudado recientemente y se dejó el instrumento. Rayna encontró el bajo y su amigo simplemente se lo regaló.
Poco después Dez Fafara (a quien conoció a través de su entonces esposa) pidió a Rayna una audición para una nueva banda. Menos de ocho días más tarde estaba tocando en directo en lo que se convertiría en Coal Chamber. Rayna tocó con la banda en sus dos primeros álbumes y giras. Poco después del lanzamiento del primer álbum, la banda estuvo en una gira con Sevendust donde Rayna conoció a su baterista, Morgan Rose, y entre ellos surgió una relación. Un año después se casaron. Durante la grabación del segundo álbum de la banda, Chamber Music Rayna quedó embarazada de su única hija, Kayla Moray Rose, nacida el 5 de octubre de 1999. Desde entonces están divorciados. El embarazo llevó a Nadja Peulen a ocupar su lugar como bajista cuando Rayna no pudo dar conciertos. Poco después de la finalización de Dark Days, Rayna anunció que dejaba Coal Chamber para criar a su hija.
Rayna fue reportada por la policía de Nueva Orleans como desaparecida desde el día 7 de septiembre del 2021. El día 5 de enero del 2022, debido al impacto de la noticia hacia la familia de la bajista, la hija de la bajista, Kayla, ha aclarado los reportes con respecto a la desaparición de su madre subiendo una declaración en su perfil de Instagram, alegando que nunca se ha perdido contacto con su madre y que hablará con la policía de Nueva Orleans sobre el malentendido.